# 鼓膜

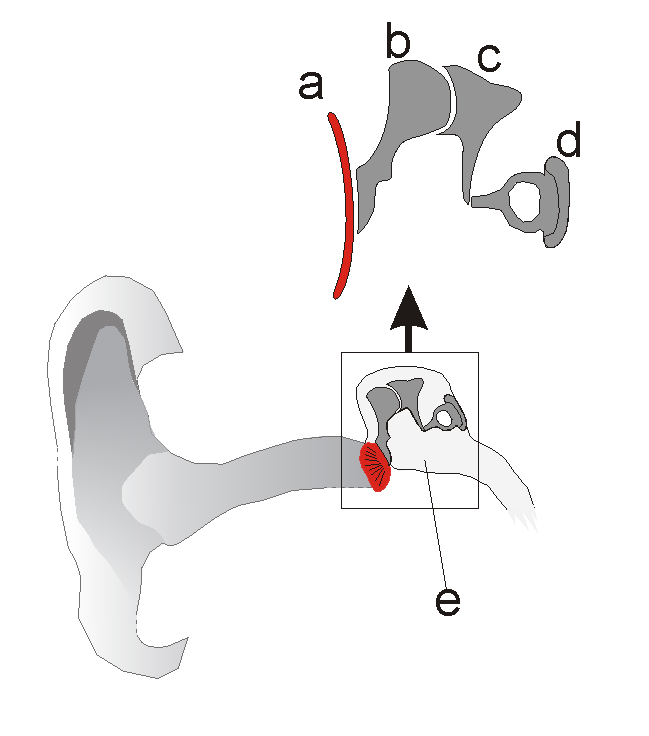
a:鼓膜
b:ツチ骨
c:キヌタ骨
d:アブミ骨
e:中耳

鼓膜（こまく, eardrumまたはtympanic membrane）は四肢動物の耳の一部を構成する薄い膜状の構造。音波を受けて振動することで、空気の振動を機械刺激に変換する。

## 動物の鼓膜
鼓膜は両生類、爬虫類、鳥類、哺乳類において見られる。両生類は外耳を持たず、したがって鼓膜は体表に直接露出する。現生の有羊膜類における鼓膜は外耳と中耳を隔てる薄い膜上の構造として存在するが、哺乳類と現生爬虫類・鳥類の進化的起源は異なり、両群において鼓膜は独立して獲得されたものであると考えられる。

また、昆虫の一部も「鼓膜」を有する。この鼓膜は体表のクチクラが薄くなった部位であり、鼓膜器官の一部を構成する
。

## ヒトの鼓膜

### 構造
ヒトの聴覚器官は耳介と外耳道からなる外耳、鼓膜や耳小骨連鎖、鼓室などからなる中耳、蝸牛や半器官からなる内耳で構成されている。鼓膜は外耳道に面しており、直径は10mm程度、厚さは60 - 100μm程度の中央部が窪んだ円錐形の膜である。
鼓膜は、鼓膜弛緩部pars flaccidaと鼓膜緊張部pars tensaとに大別される。鼓膜緊張部は外耳側から順に、皮膚層、繊維層、粘膜層の3層からなる。鼓膜緊張部の周辺部は厚くなって線維軟骨輪を形成し、鼓膜輪またはゲルラッハ靭帯と呼ばれる。

### 鼓膜変位
航空機での離着陸時、トンネル内など外気圧の急激な変化により鼓膜内外の圧差ができると、鼓膜が変位して耳閉感などの違和感を生じることがある。

### 臨床
慢性中耳炎は広義には中耳慢性炎症疾患の総称で鼓膜穿孔を伴わないものも含むが、狭義には中耳腔の慢性炎症が持続して鼓膜緊張部に鼓膜穿孔を伴った疾患を指す（鼓膜穿孔の存在を明確にするため慢性穿孔性中耳炎と称される場合もある）。
鼓膜が菲薄化して耳小骨や鼓室内側壁と鼓膜が接着する病態をアテレクターシスといい、広義には鼓膜緊張部が鼓室内側壁や耳小骨に癒着する癒着性中耳炎も広く含むことがある。